# 約瑟夫·艾布爾
約瑟夫·艾布爾（拚法或為Joseph Aibl；1802年2月27日—1834年2月28日），德國樂譜書版商、印刷業者。
律師塞巴斯蒂安·艾布爾之子，自小從特奥巴尔德·彪姆學習長笛，此外也開始接觸石版印刷。1819年至1825年間在伯尔尼從事音樂活動，1825年創設「約瑟夫·艾布爾音樂出版社」（Josef Aibl Musikverlag），使用最新的技術印行樂譜。

## 約瑟夫·艾布爾音樂出版社
約瑟夫死後，由寡妻燕妮（Jenny）接手出版業務。1837年，經營權易手至Eduard Spitzweg及其子。所經手出版的作曲家包括彪姆、彪罗、科内利乌斯、赖因贝格尔、雷格、理查德·施特劳斯等人。
1904年，由環球出版收購。

## 外部連結
- WorldCat 聯合目錄中約瑟夫·艾布爾的著作或與之相關的著作
- 艾布爾音樂出版社的免費樂譜 （页面存档备份，存于），由國際樂譜典藏計劃提供
- 1847年的出版目錄 （页面存档备份，存于）
- 1892年的出版目錄 （页面存档备份，存于）